# Nadim Sawalha
Nadim Sawalha (arabisch نديم صوالحة; * September 1935 in Madaba, Jordanien) ist ein britischer Film- und Theaterschauspieler.

## Leben
Über das exakte Geburtsdatum von Nadim Sawalha kann nur gemutmaßt werden, da es selbst Sawalha nicht auf den Tag genau kennt. Vermutlich wurde er zwischen dem 7. und 9. September 1935 geboren. Sein Bruder Nabil Sawalha ist ebenfalls als Schauspieler tätig und arbeitet am The Theatre of Political Satire in Jordanien.
Sawalha, dessen Vater britischer Staatsbürger war, besuchte die Englische Schule in Amman, ehe er ein Stipendium für die Rose Bruford College of Speech & Drama in England erhielt. Hier studierte Sawalha Schauspiel; seinen Abschluss machte er 1956. Erste Engagements am Theater und beim Radio folgten. 10 Jahre arbeitete er für den arabischen Partnersender der British Broadcasting Corporation (BBC). Von 1965 bis 1967 lebte Sawalha zwei Jahre lang in Jordanien, wo er maßgeblich am Aufbau und der Förderung von Theatergruppen beteiligt war. Auch zählte Sawalha zu den Gründungsmitgliedern des Jordan National Theatre. Unmittelbar nach Ausbruch des Sechstagekrieges kehrte Sawalha nach London zurück.
Sawalha gilt heute als gefragter Schauspieler, wenn es darum geht, in Hollywoodfilmen arabisch aussehende Charaktere zu verkörpern. Auch verkörperte er bekannte historische Persönlichkeiten, wie etwa Mohamed Al-Fayed, Melchior oder König Hussein I. Eine seiner letzten Rollen übernahm er 2007 in Captain Abu Raed, für den er sowohl in Dubai aber auch im kalifornischen Newport Beach Filmpreise entgegennehmen konnte.
Nadim Sawalha ist mit der Britin Roberta Lane verheiratet; das Paar hat drei Töchter, von denen Nadia Sawalha und Julia Sawalha ebenfalls Schauspieler sind. Seine dritte Tochter Dina arbeitet als Balletttänzerin.

## Filmografie (Auswahl)
- 1964: Geheimauftrag für John Drake (Danger Man) (Fernsehserie, 2 Folgen)
- 1973: Shaft in Afrika (Shaft in Africa)
- 1973: Mann, bist du Klasse! (A Touch of Class)
- 1975: Der Wind und der Löwe (The Wind and the Lion)
- 1975: Der rosarote Panther kehrt zurück (The Return of the Pink Panther)
- 1976; Die Füchse (The Sweeney) (Fernsehserie, 1 Folge)
- 1977: Sindbad und das Auge des Tigers (Sinbad and the Eye of the Tiger)
- 1977: Der Spion, der mich liebte (The Spy Who Loved Me)
- 1977–1979: Die Profis (The Professionals) (TV-Serie)
- 1981: Der Fluch der Sphinx (Spinx)
- 1983: Unverstanden (Misunderstood)
- 1986: Half Moon Street (Half Moon Street)
- 1987: Ishtar
- 1987: Richard Löwenherz und die Kinder Gottes (Lionheart)
- 1987: Der Hauch des Todes (The Living Daylights)
- 1993: Der Sohn des rosaroten Panthers (The Son of the Pink Panther)
- 1995: Die Bibel – Josef (Joseph)
- 1996: Inspektor Morse, Mordkommission Oxford (Inspector Morse, Fernsehserie, 1 Folge)
- 1999: Cleopatra
- 2005: New Tricks – Die Krimispezialisten (New Tricks, Fernsehserie, 1 Folge)
- 2006: Es begab sich aber zu der Zeit… (The Nativity Story)
- 2007: Diana – Die letzten 24 Stunden (Diana: Last Days of a Princess)
- 2007: Whatever Lola Wants
- 2008: Käpt’n Abu Raed (Captain Abu Raed)